# (33160) Denismukwege
(33160) Denismukwege est un astéroïde de la ceinture principale.

## Description
(33160) Denismukwege est un astéroïde de la ceinture principale. Il fut découvert le 27 février 1998 à La Silla par Eric Walter Elst. Il présente une orbite caractérisée par un demi-grand axe de 2,81 UA, une excentricité de 0,13 et une inclinaison de 17,5° par rapport à l'écliptique.

## Compléments